# 1797 au Nouveau-Brunswick
Chronologie du Nouveau-Brunswick
- 1793
- 1794
- 1795
- 1796
- 1797
- 1798
- 1799
- 1800
- 1801

Cette page concerne des événements d'actualité qui se sont produits durant l'année 1797 dans la colonie du Nouveau-Brunswick.

## Événements
- Fondation du village Saint-Louis-de-Kent par Joseph Babineau et du village Inkerman par Isidore Robichaud.

## Décès
- 20 août : Mathurin Bourg, missionnaire acadien.